# Serra de Puntils
La Serra de Puntils és una serra situada als municipis d'Ascó i Flix a la Ribera d'Ebre.